# Sándor Holczreiter
Sándor Holczreiter (18 de julho de 1946, em Füzesabony – 14 de dezembro de 1999, em Tatabánya) foi um halterofilista da Hungria.
Sándor Holczreiter definiu um recorde mundial em 1970, no total combinado (desenvolvimento [movimento-padrão abolido em 1973] +arranque+arremesso), na categoria até 52 kg — 342,5 kg —, e em 1971, no desenvolvimento militar — 126 kg.